# Anoteropsis lacustris
Anoteropsis lacustris Vink, 2002 è un ragno appartenente alla famiglia Lycosidae.

## Etimologia
Il nome proprio della specie deriva dall'aggettivo latino lacustris, cioè del lago, lacustre, in riferimento all'habitat principale di questa specie.

## Caratteristiche
Si distingue dalle altre specie del genere per la forma dell'apofisi mediana del bulbo maschile e quella degli scleriti esterni dell'epigino. Morfologicamente simile ad A. cantuaria, se ne distingue per la colorazione più scura. I bulbi delle due specie sono molto simili, ma l'apofisi mediana di A. cantuaria ha una curva leggermente più squadrata rispetto ad A. lacustris.
L'olotipo maschile rinvenuto ha lunghezza totale è di 11,10mm; la lunghezza del cefalotorace è di 5,40mm; e la larghezza è di 1,30mm.

## Distribuzione
La specie è stata reperita nella Nuova Zelanda meridionale: l'olotipo maschile è stato rinvenuto presso l'Arthur Pass, poco distante dal fiume Bealey, nella regione di Canterbury.

## Tassonomia
Al 2016 non sono note sottospecie e dal 2002 non sono stati esaminati nuovi esemplari.